# Rodney Fox
Rodney Winston Fox, född den 9 november 1940, är en filmare från södra Australien. Han överlevde en attack från en vithaj och är en av dem som vet mest om vithajen i världen. Fox blev invald i International Scuba Diving Hall of Fame 2007.